# Система Масс-медиа
«Система Масс-медиа» — российская медиакомпания, специализирующаяся на управлении медийными активами АФК «Система», а также на производстве, распространении медиаконтента и агрегации лицензий у правообладателей. Штаб-квартира — в Москве.

## Собственники и руководство
«Система Масс-медиа» — дочерняя компания АФК «Система».
Президент — Смирнов Андрей Вадимович.

## Деятельность
В состав компании входят:
- «Телекомпания СТРИМ» (100%-ная дочерняя компания), производит контент для собственных ТВ-каналов (Драйв, Усадьба, Охота и рыбалка, Ретро-ТВ, Здоровое ТВ) и внешнего рынка;
- Russian World Studios;
- «Космос-ТВ» (50 %);
- «Цифровое телерадиовещание» (100 %);
- Коммуникационная группа «Максима» (75 %);

4 сентября 2008 года «КОМСТАР-ОТС» объявил о том что взял под управление «СТРИМ-ТВ». 29 января 2009 года ЗАО «СТРИМ-ТВ» полностью перешло под контроль «КОМСТАР-ОТС» .
По состоянию на 1 апреля 2008 года, по оценке Morgan Stanley, стоимость активов компании составила около 810 млн долларов США.